# Pennahia macrocephalus
Pennahia macrocephalus is een straalvinnige vissensoort uit de familie van ombervissen (Sciaenidae). De wetenschappelijke naam van de soort is voor het eerst geldig gepubliceerd in 1937 door Tang.